# Чемпіонат Швеції з бенді 1916
 Чемпіонат Швеції з бенді: 1916 — 10-й сезон турніру з хокею з м'ячем (бенді), який проводився за кубковою системою. 
Переможцем змагань став клуб  ІФК Уппсала.

## Турнір

### Чвертьфінал
- ІФК Уппсала - ІФК Стокгольм  9-0
- ІК «Сіріус» (Уппсала) - ІФК Євле  5-2
- «Юргорден» ІФ (Стокгольм) - «Гаммарбю» ІФ (Стокгольм)  4-1
- «Юганнесгоф» ІФ (Стокгольм) -  АІК Стокгольм  3-2

### Півфінал
- ІФК Уппсала - ІК «Сіріус» (Уппсала)  4-0
- «Юргорден» ІФ (Стокгольм) - «Юганнесгоф» ІФ (Стокгольм)  6-0

### Фінал
20 лютого 1916, Стокгольм
- ІФК Уппсала - «Юргорден» ІФ (Стокгольм)  3-2